# 킴벌리 크로스먼
킴벌리 프랜시스 크로스먼(영어: Kimberley Frances Crossman, 1990년 5월 ~ )은 뉴질랜드의 영화 배우, 영화 각본가, 영화 프로듀서이다.

## 생애
오클랜드 출신이며 3세 시절부터 발레 강사로 활동하던 자신의 어머니인 질 아클리의 도움을 받으면서 무용을 시작했다. 2005년에는 토털 치어리딩 시니어 엘리트 팀의 주장을 맡았고 미국에서 열린 세계 치어리딩 선수권 대회에서 6위를 차지했다.
2006년에 오클랜드에 위치한 사립 학교인 소녀 교구 학교에 입학했으며 같은 해에 뉴질랜드 왕립 발레단에서 활동했다. 2007년부터 2012년까지 방송된 TVNZ의 텔레비전 연속극 《쇼트랜드 스트리트》에서 소피 매케이 역할을 맡으면서 배우로 데뷔했고 2012년에 방송된 니켈로디언의 텔레비전 어린이 드라마 《파워레인저 사무라이》에서 로렌, 레드 사무라이 레인저 역할을 맡았다.